# Astiphromma confusum
Astiphromma confusum är en stekelart som beskrevs av Kusigemati 1985. Astiphromma confusum ingår i släktet Astiphromma och familjen brokparasitsteklar. Inga underarter finns listade.